# Clotilde Courau
Clotilde Marie Pascale Courau (officielt: prinsesse Clotilde di Savoia, prinsesse af Venedig og Piemonte, italiensk: Principessa Clotilde di Savoia, Principessa di Venezia e Piemonte) (født 3. april 1969 i Levallois-Perret, Hauts-de-Seine, Île-de-France ved Paris) er en fransk skuespillerinde, der er svigerdatter til Italiens sidste kronprins (Viktor Emanuel af Savoyen),. Professionelt er hun kendt som Clotilde Courau.

## Film
Clotilde Courau debuterede som skuespillerinde i 1988.
Hun medvirket i mange film og TV-serier, blandt andet i:
- I skyggen af kvinder (L'ombre des femmes) (14. maj 2015, dansk: 5. november 2015) som Manon.
- Drukfesten (Babysitting) (2014) som madame Schaudel.
- Spurven (La môme) (tysk: 8. februar 2007, dansk: 13. april 2007) som Anetta. Filmen er om sangerinden Édith Piaf.
- Mafalda di Savoia - Il coraggio di una principessa (2006), hvor hun spiller den bulgarske dronning (tsarina) Giovanna di Savoia, gift med Boris 3. af Bulgarien.
- Lokkeduen (L'appât) (1995) som Patricia.

## Udmærkelser
Clotilde Courau har modtaget flere filmpriser, herunder Bedste Europæiske Skuespillerinde i 1991.
I 2007 udnævnte Det franske Kulturministerium hende til ridder af Ordenen for kunst og litteratur (Ordre des Arts et des Lettres).

## Familie
Clotilde Courau er datter af Catherine du Pontavice des Renardières (født 1948) og baron Jean-Claude Courau (født 1942). Hun er datterdatter af greve Pierre du Pontavice des Renardières (født 16. april 1926).
I 2003 blev Clotilde Courau gift med prins Emanuel Filiberto af Savoyen (født 1972). Han er søn fhv. kronprins Viktor Emanuel af Savoyen (født 1937). Emanuel Filiberto er den eneste sønnesøn af Umberto 2. af Italien (1904–1983), der var Italiens sidste konge.
Parret er forældre til Victoria (født 28. december 2003) og Luisa (født 16. august 2006).

## Weblinks
- Clotilde Courau på Internet Movie Database (engelsk)